# Jazernica
Jazernica (in ungherese Márkfalva) è un comune della Slovacchia facente parte del distretto di Turčianske Teplice, nella regione di Žilina.
Ha dato i natali al patriota Andrej Koša (1800-1887).